# Coleman-Gletscher
Der Coleman-Gletscher ist ein steiler und stark zerfurchter Gletscher im westantarktischen Marie-Byrd-Land. Im südlichen Teil der Ames Range fließt er von den Hängen des Mount Andrus.
Der United States Geological Survey kartierte ihn anhand eigener Vermessungen und Luftaufnahmen der United States Navy zwischen 1959 und 1965. Das Advisory Committee on Antarctic Names benannte ihn 1974 nach Clarence N. Coleman von der United States Army, der 1956 an Versorgungsfahrten von der Station Little America V zur Errichtung der Byrd-Station beteiligt war.